# Adam le Fondre
Glenville Adam James le Fondre (ur. 2 grudnia 1986 w Stockport) – angielski piłkarz, występujący na pozycji napastnika w szkockim klubie Hibernian.